# FCAPS
FCAPS ist ein Modell der ISO für Netzwerkmanagement. FCAPS definiert die Eckpunkte des heutigen Netzmanagements.
FCAPS ist die Abkürzung für die unterschiedlichen Aufgabenbereiche, in die die ISO Netzmanagement aufteilt: Fault Management, Configuration Management, Accounting Management, Performance Management, Security Management (Fehlermanagement, Konfigurationsmanagement, Abrechnungsmanagement, Leistungsmanagement, Sicherheitsmanagement).

## Fault Management / Fehlermanagement
Das Ziel von Fault Management ist das Erkennen, Isolieren, Beheben und Protokollieren von im Netz aufgetretenen Fehlern.
Isolieren der Störung meint: Im Störungsfall muss man die gemeinsame Ursache des Ausfalls von Leitungen feststellen können (root cause analysis).

## Configuration Management / Konfigurationsmanagement
Configuration Management beinhaltet folgende Punkte:
- Sammeln und Speichern von Konfigurationen von Netzkomponenten
- Vereinfachen der Konfiguration einer Netzkomponente
- Aufspüren von Änderung der Netzkonfiguration
- Konfiguration von Leitungen oder Pfaden durch das Netz oder einen Teil des Netzes (sub network)

## Accounting Management / Abrechnungsmanagement
Das Accounting Management stellt brauchbare Statistiken über die Verwendung von Netzressourcen bereit. Damit können Kosten abgerechnet oder Quotas kontrolliert werden.
Für das Accounting werden unter anderem die Protokolle RADIUS, TACACS und Diameter verwendet.
Für nicht nach Benutzung abgerechnete Netze wird der Begriff Administration statt Accounting verwendet. Administration enthält die Verwaltung von Benutzern, Passwörtern und Zugriffsberechtigungen.

## Performance Management / Leistungsmanagement
Performance Management erlaubt den Anwendern, das Netz für die Zukunft vorzubereiten.
Durch Sammeln und Analysieren von Leistungsdaten kann die Stabilität des Netzes überwacht werden. Trends können auf zukünftige Probleme bei der Kapazität oder der Zuverlässigkeit des Netzes hinweisen.

## Security Management / Sicherheitsmanagement
Die erste Aufgabe von Security Management ist die Identifikation von Risiken aller Art im Netz. Weiterhin müssen diese Risiken abgesichert und bewältigt werden.